# Pilote (profession maritime)
Pour les articles homonymes, voir Pilote.

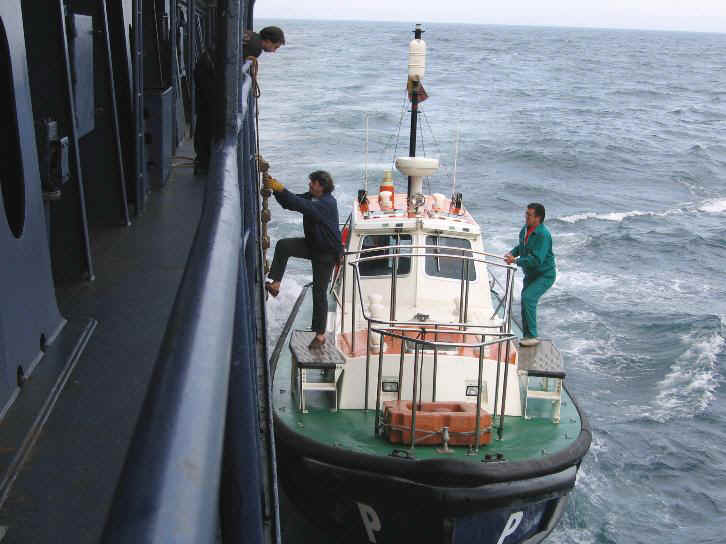
Pilote embarquant sur un navire

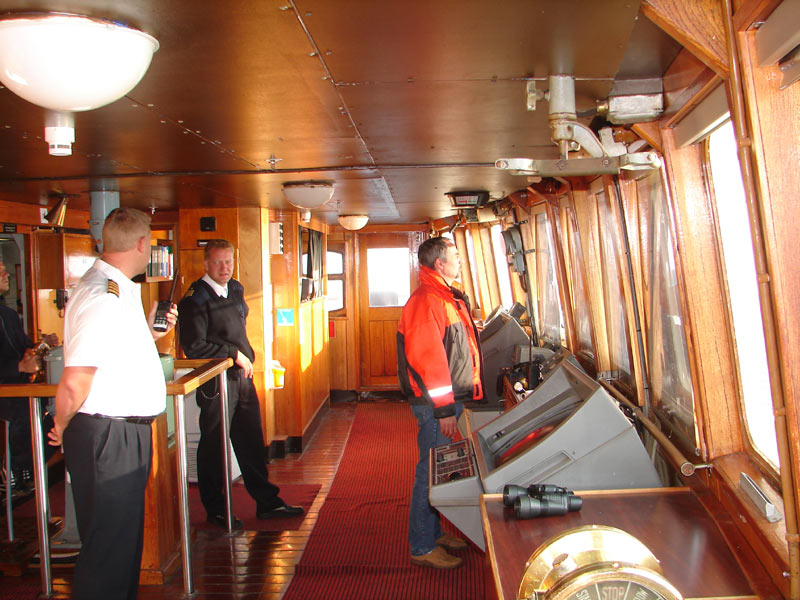
Pilote sur la passerelle.

Le pilote de navire est un marin habilité à assister le capitaine pour guider le navire dans les passages difficiles, à l'entrée ou à la sortie d'un port ou encore qui navigue sur une voie maritime difficile (par exemple le fleuve Saint-Laurent). Il travaille pour une station de pilotage et est licencié pour un ou plusieurs ports particuliers ou encore une ou plusieurs voies fluviales.
Son rôle était essentiel avant l'apparition des moteurs à vapeur sur les navires, les faibles qualités de manœuvre des voiliers les mettant à la merci des pièges de l'approche de la côte (bancs de sable, rochers affleurants, etc.). Les voiliers qui étaient utilisés fin du XIXe siècle, début XXe siècle (comme la Jolie Brise  ou la Marie-Fernand) devaient pouvoir naviguer dans des conditions extrêmes de vent et de mer. De nos jours, la taille des navires de transport et l'impossibilité aux capitaines de connaître toutes les subtilités de tous les ports du monde leur a laissé un rôle primordial en matière de sécurité.
La réglementation oblige les commandants de navires à utiliser les services du pilote pour entrer ou sortir des ports ou parcourir une voie fluviale difficile, ce en fonction de la longueur, du tonnage du navire (généralement pour un tonnage supérieur à 300) et du type de cargaison transportée. Si ce service n'est pas toujours obligatoire, il est fortement conseillé pour les personnes peu expérimentées. Le pilote fait profiter le commandant de sa connaissance des particularités du port ou de la voie fluviale en question. Sur les conseils du pilote, le commandant peut se faire aider dans son travail par des remorqueurs ou une équipe de lamanage.
Le pilote est transporté à bord des navires par un bateau pilote (ou pilotine), mais aussi quelquefois par hélicoptère.

## En France
Le pilote des stations de pilotage des ports de commerce français est recruté sur concours, il doit posséder un brevet de capitaine et posséder une expérience à la mer d'une dizaine d'années en moyenne. Le minimum d'expérience requis étant de six ans de navigation effective. L'âge limite est officiellement de 35 ans pour le recrutement, des dérogations existent, les pilotes hauturiers peuvent être recrutés plus âgés.
Le pilotage portuaire est un service universel confié à un organisme privé, la station de pilotage ; les tarifs ne sont donc pas libres, mais fixés annuellement par une assemblée commerciale au sein de laquelle les usagers et l'État sont représentés.
Le coût du pilotage est d'environ 7 % du prix de l'escale.
Lorsqu'un navire fréquente de manière régulière le même port, les commandants peuvent obtenir une licence de « capitaine pilote » sous réserve d'avoir effectué un certain nombre de mouvements avec un pilote à bord et de revenir sur le même navire avec une périodicité suffisante. Le nombre de mouvements nécessaires et la périodicité est variable selon les ports. Dans ce cas le navire n'est pas dispensé de rémunérer la station de pilotage mais paye une redevance réduite, sans embarquer de pilote, le gain peut être un gain de temps, par contre, en cas de problème sans pilote à bord, les assurances ne dédommageront pas l'armateur de la même manière.
La responsabilité pénale du pilote peut être engagée au cours de l'opération de pilotage, sa responsabilité civile personnelle est limitée envers l'armateur à hauteur d'un cautionnement fixé à 10 000 €.
Il existe aussi le métier de pilote hauturier. Ce dernier est hélitreuillé au large (entrée de la Manche par exemple) et va conseiller le capitaine jusqu'à l'entrée du port où un pilote portuaire prendra le relais. Son rôle est d'éviter les accidents au large grâce à sa bonne connaissance des zones fréquentées et des procédures diverses. Ce service, ouvert à la libre concurrence, n'est pas encadré par des lois et donc peu développé. Les pilotes hauturiers sont, comme dans les autres pays, d'anciens capitaines pouvant justifier de plusieurs années de commandement. Le coût d'un pilote hauturier est d'environ 0,5 % du prix d'une escale, ce qui est négligeable au regard du service apporté. Depuis sa mise en place en Manche, aucun accident n'a été répertorié sur des navires ayant un pilote hauturier à bord.

## Au Canada
Le fleuve Saint-Laurent est l'une des voies navigables les plus complexes au monde en raison de ses hauts-fonds, de ses forts courants et de ses conditions météorologiques parfois extrêmes. La loi canadienne impose le recours obligatoire à un pilote pour les navires étrangers de plus de 115 pieds et les navires canadiens de plus de 70 mètres naviguant sur le fleuve. Trois corporations se partagent le pilotage du Saint-Laurent entre Les Escoumins et Montréal, tandis qu'une autre prend le relais vers les Grands Lacs.
Les pilotes du Saint-Laurent possèdent une connaissance approfondie des particularités du fleuve, ce qui permet d’assurer la sécurité des quelque 110 millions de tonnes de marchandises qui y transitent chaque année.